# إيليا كازان
إيليا كازان (بالإنجليزية: Elia Kazan)‏ (7 سبتمبر 1909 - 28 سبتمبر 2003) منتج ومخرج مسرحي وسنيمائي أمريكي من أصل يوناني. ولد في إسطنبول وهاجرت عائلته في صغره إلى الولايات المتحدة الأمريكية. حاز على جائزة الاوسكار مرتان كأفضل مخرج ورشح للجائزة مرتين أخرتين.

## سيرة ذاتية

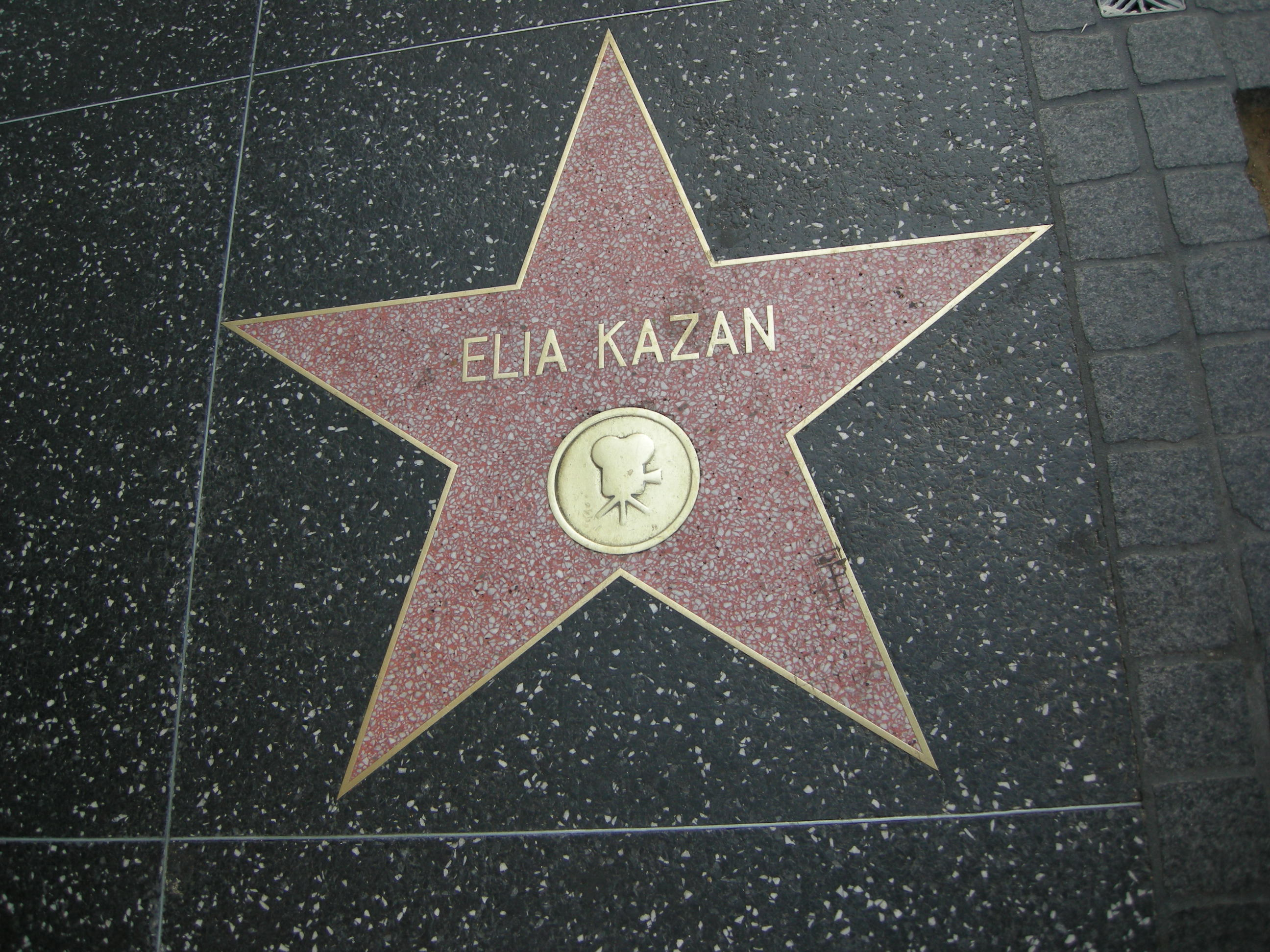
ممشى المشاهير، إيليا كازان

ولد في إسطنبول عاصمة الخلافة العثمانية بتركيا لأبوين يونانيين يعملان في تجارة السجاد فهو من أصل يوناني. هاجر إلى الولايات المتحدة في الرابعة من عمره مع أبويه. درس في وليامز كوليدج ثم درس الدراما في جامعة يال بأمريكا. قبل أن ينضم إلى فرقة «مجموعة المسرح» بنيويورك كممثل. كما عمل في المسرح الفيديرالي حيث عمل بشتى الحِرَف: مسؤولاً عن الاكسسوارات، ممثلاً، مساعد مخرج، ثم مخرجا وأخرج مسرحيات ذات توجهات اجتماعية. في تلك الفترة كانت له توجهات يسارية وقد انضم إلى الحزب الشيوعي الأمريكي لفترة وجيزة ما بين السنين 1934 إلى 1936.
بعد اقفال محترف مجموعة المسرح توجه إلى هوليوود حيث عمل ممثلا في فيلمين وعاد بعدها إلى نيويورك ليعمل مخرجا في مسرح برودواي فسطع نجمه هناك مما حدا بشركة فوكس بالاتفاق معه. أخرج فيلمه الروائي الطويل الأول عام 1945 وكان اسم الفيلم "شجرة تنمو في بروكلين"، وتوالت افلامه ذات الطابع الاجتماعي الغزير فتناول الخطأ القضائي في "بوميرانغ" (1947)و"جنتلمان (1947)، الذي نال العديد من الاوسكارات، وتناول موضوع العنصرية في الجنوب الأمريكي في فيلم بينكي أي الوردي عام 1949. ظهرت براعته الإخراجية في فيلم "ذعر في الشوارع" والذي صوّره في شوارع نيواورليانز كما في تحفته السينمائية عربة تدعى الرغبة (1952) التي تناول فيها مسرحية بنفس العنوان لتنيسي وليامز.
في فترة المكارثية تراجع امام الضغوط وأدلى شهادة وشى فيها عن بعض زملائه مما شوه سمعته في نظر الأوساط اليسارية. قدّم أفلاما عديدة بعدذاك: فيفازاباتا (1951)، على رصيف الميناء (1954)، شرقي عدن (1955)، النهر المتوحش (1960)، أمريكاأمريكا (1963)، روعة على العشب والتدبير (1969)، الزائران (1971)، آخر العمالقة (1976).
فاز للمرة الأولى بجائزة عام 1952 عن عربة تدعى الرغبة وفي المرة الثانية عام 1999 نال اوسكاراً تكريمياً لمجمل أعماله مما أعاد اثارة الجدل حول ما فعله في فترة المكارثية وقد صفر ضدّه عدد من حضور حفل الاوسكار.

## وصلات خارجية
- إيليا كازان على موقع IMDb (الإنجليزية)
- إيليا كازان على موقع الموسوعة البريطانية (الإنجليزية)
- إيليا كازان على موقع روتن توميتوز (الإنجليزية)
- إيليا كازان على موقع مونزينجر (الألمانية)
- إيليا كازان على موقع ألو سيني (الفرنسية)
- إيليا كازان على موقع ميوزك برينز (الإنجليزية)
- إيليا كازان على موقع تيرنر كلاسيك موفيز (الإنجليزية)
- إيليا كازان على موقع أول موفي (الإنجليزية)
- إيليا كازان على موقع قاعدة بيانات برودواي على الإنترنت (الإنجليزية)
- إيليا كازان على موقع قاعدة بيانات برودواي على الإنترنت (الإنجليزية)
- إيليا كازان على موقع قاعدة بيانات برودواي على الإنترنت (الإنجليزية)
- رؤية جديدة تدافع عن سمعة المخرج إيليا كازان
- إيليا كازان في 'عربة اسمها الموت'!
- وفاة المخرج الاميركي ايليا كازان[وصلة مكسورة]
- بورتريه..ايليا كازان